# Bolesław Kamiński
Bolesław Kamiński (ur. 20 lutego 1900 w Łodzi, zm. 15 lutego 1992, tamże) – polski aktor, piosenkarz, kabareciarz i parodysta (jego popisowym numerem była parodia Charliego Chaplina). Występował w wielu polskich kabaretach, m.in. w słynnym warszawskim kabarecie Qui Pro Quo. W swoim dorobku artystycznym miał również kilka ról filmowych, najbardziej znaną była rola „Malutkiego” w Hydrozagadce A. Kondratiuka. Był liliputem, co bardzo ograniczało jego dramatyczne emploi.

## Filmografia
- 1958: Małe dramaty, reż. J. Nasfeter – pomocnik kierownika lunaparku
- 1962: O dwóch takich, co ukradli księżyc, reż. J. Batory – Garbus – karzeł
- 1967: Pavoncello, reż. A. Żuławski – lokaj podający wino Zinaidzie
- 1970: Hydrozagadka, reż. A. Kondratiuk – „Malutki”, człowiek Plamy
- 1970: Pierścień księżnej Anny, reż. M. Kaniewska
- 1971: Jagoda w mieście, reż. W. Berestowski – dozorca w spółdzielni hodowlanej